# Rock normale
Rock normale è il primo album in studio pubblicato dal cantante e chitarrista italiano Nikki.

## Il disco
L'album contiene 10 tracce, principalmente hard rock e rock. L'album è stato lanciato dal singolo omonimo, che include quattro tracce dell'album. Poco dopo la sua pubblicazione venne pubblicato un secondo singolo, Esagerata. La traccia di apertura dell'album è la title track, scritta da Jovanotti e musicata da Michele Centonze. A chiudere l'album è L'ultimo bicchiere, un brano lento scritto da Mauro Repetto e Max Pezzali che nella registrazione canta l'ultimo ritornello. Con questa canzone, nel 1994, Nikki partecipò al Festivalbar 1994 e vinse Un disco per l'estate.

## Tracce
Testi e musiche di Nikki, eccetto dove indicato.
1. Rock normale – 3:42 (Jovanotti, Michele Centonze)
2. Esagerata – 4:53 (Nikki, Marco Guarnerio)
3. Fammi quello che vuoi – 4:36
4. Non sai che cosa ti perdi – 4:37
5. Tagliati i capelli – 3:47
6. Chiedigli se c'ha un'amica – 3:50
7. A me va bene anche così – 3:20
8. Stai pure a guardare – 4:00
9. Fai l'amore – 4:26
10. L'ultimo bicchiere – 5:07 (Mauro Repetto, Max Pezzali)

## Formazione
- Nikki – voce, cori, chitarra ritmica
- Andrea Leonardi – chitarra solista, tastiera, pianoforte, basso
- Ruggero Rizzi, basso elettrico
- Mario Riso – batteria

Ospiti
- Max Pezzali – seconda voce in L'ultimo bicchiere
- Marco Guarnerio – chitarra solista in Rock normale, Fammi quello che vuoi, Non sai che cosa ti perdi e Stai pure a guardare